# خانه شاکری - غفوری
خانه شاکری - غفوری مربوط به دوره صفوی است و در اصفهان، خیابان حکیم، کوچه حکیم داوود، بن‌بست غفوری واقع شده و این اثر در تاریخ ۱۷ اسفند ۱۳۸۱ با شمارهٔ ثبت ۷۶۵۹ به‌عنوان یکی از آثار ملی ایران به ثبت رسیده است.